# Bomba de concreto (arma)

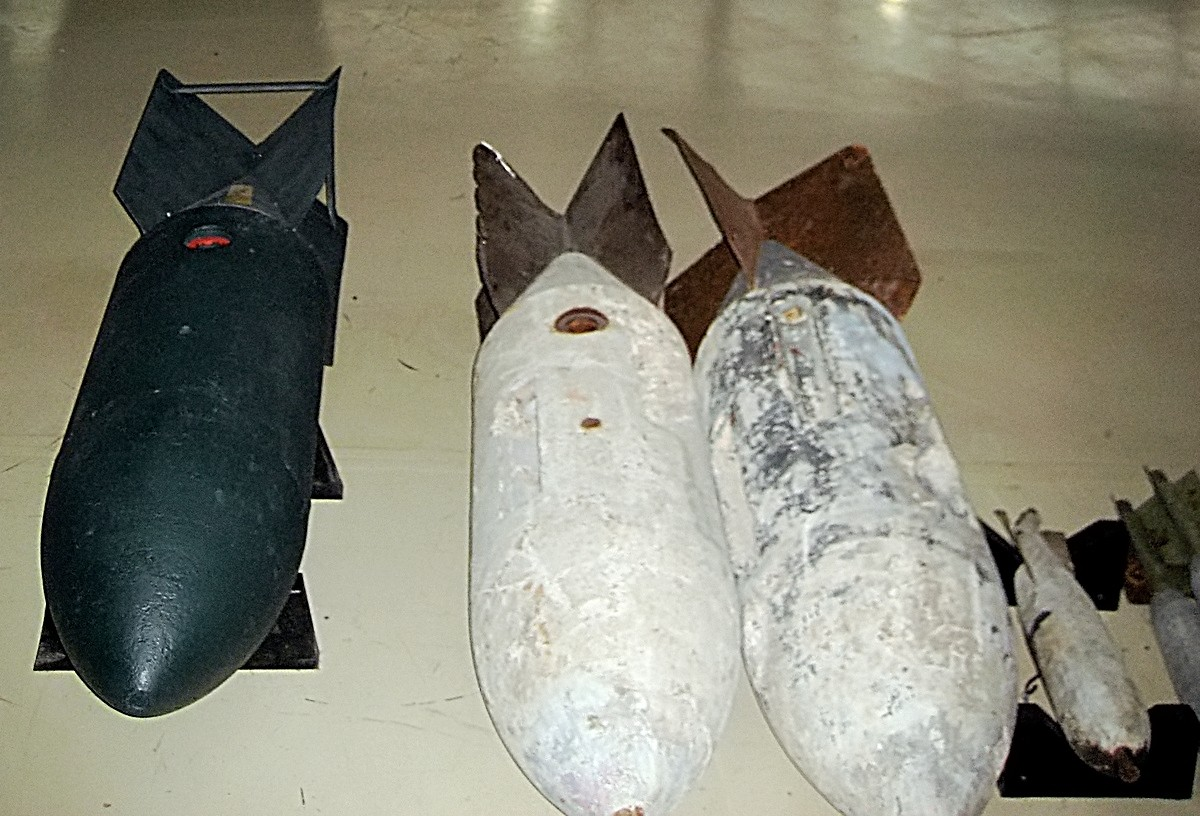
Bombas alemanas de la Segunda Guerra Mundial. De izquierda a derecha: bomba explosiva y bombas de concreto para prácticas (250 kg y 50 kg respectivamente)

Una bomba de concreto es un tipo de bomba aérea que contiene material denso e inerte (comúnmente concreto) en lugar de explosivos. El objetivo es destruido mediante la energía cinética de la masa en caída. En un sentido práctico, este tipo de armas solo pueden ser usadas si son configuradas con algún tipo de guía láser o tecnología inteligente, ya que se requiere un impacto directo a un objetivo relativamente pequeño para causar daño significativo. Este tipo de bombas se usan comúnmente contra vehículos militares y armas de artillería en zonas urbanas, a fin de minimizar el daño colateral y bajas civiles.
Las bombas de concreto, ya sea con o sin guía,también se utilizan para entrenar pilotos y personal en tierra, debido a su bajo costo de producción (no se requieren explosivos ni guías explosivas), su facilidad para determinar con precisión el punto de impacto, su daño mínimo a las zonas de entrenamiento, y la seguridad posterior (ya que,posterior al impacto, la bomba es solamente un trozo inerte  de concreto). Las bombas de concreto también se usan en pruebas y evaluaciones de aeronaves y bombas.
Las bombas de concreto fueron usadas por los Estados Unidos durante el conflicto de zonas de exclusión aérea en Irak, y por Francia durante la intervención militar en Libia de 2011.